# Bodies (canción de Sex Pistols)
«Bodies» es una canción del grupo punk Sex Pistols, perteneciente a su único álbum de estudio, Never Mind the Bollocks, Here's the Sex Pistols (1977).

## Letra
La canción se caracteriza por la cantidad de malas palabras que contiene, algo inusual para la época en que fue compuesta (cabe destacar en la canción que la palabra más destacable es la palabra «fuck» —en español, joder—).
La letra de la canción fue escrita por todos los integrantes (Steve Jones, Paul Cook, Johnny Rotten y Sid Vicious) y trata acerca de una seguidora del grupo llamada Pauline, que tenía problemas mentales y vivía en un árbol. Ella fue llevada a una clínica donde quedó embarazada de un enfermero. Supuestamente, ella había ido a la casa de Johnny Rotten vestida con sólo una bolsa de plástico y llevaba el feto en las manos, ya que acababa de abortar.

## Otras versiones
La canción ha sido versionada por varios artistas, destacando entre ellos:
- Veruca Salt
- Kenickie
- Stone Temple Pilots
- Velvet Revolver
- The Manic Street Preachers
- Peppermint Creeps